# Pikmin 2
Pikmin 2 er et strategispil udviklet og udgivet af Nintendo til Nintendo GameCube i 2004. Spillet er efterfølgeren til Pikmin og er det andet spil i Pikmin-serien.
Som sin forgænger fokuserer Pikmin 2 på at udforske overfladen af en ukendt planet fra et mikroskopisk perspektiv, hvor spilleren leder og delegerer opgaver til en horde af små plantelignende væsner kaldet "pikmin". Pikmin kan styres til at ødelægge forhindringer, besejre fjender og hente objekter. Det introducerer flere spilmekanikker der ikke forekommer i Pikmin, herunder evnen til at styre to forskellige ledere af pikmin på én gang og tilføjelsen af nye typer pikmin.
Spillet fik kritisk anerkendelse og opnåede samlede scorer på henholdsvis 89,44% og 90 på GameRankings og Metacritic. Det blev udgivet til Wii i 2009 som en New Play Control!-titel. Efterfølgeren til spillet, Pikmin 3, blev udgivet i 2013 til Wii U.

## Ekstern henvisning
- Officiel Pikmin hjemmeside